# داني توماس (طبال)
داني توماس (بالإنجليزية: Danny Thomas)‏ هو طبال أمريكي، ولد في 1948.